# المنذر بن هود
المنذر بن أحمد بن هود حاكم لاردة ودانية وطرطوشة في عهد ملوك الطوائف، وابن المقتدر بن هود حاكم طائفة سرقسطة.

## سيرته
قبل وفاته عام 474 هـ، قسم المقتدر بن هود إمارته بين ولديه يوسف المؤتمن الذي اختصه بسرقسطة وأعمالها، والمنذر الذي تولى حكم دانية وطرطوشة ولاردة، وسرعان ما تقاتل الأخوان فيما بينهما، فتحالف المنذر مع سانشو راميرز ملك أراجون وبرانجيه ريموند الثاني كونت برشلونة، فيما استعان المؤتمن بالفارس القشتالي السيد الكمبيادور وجنوده المرتزقة. بدأت المعارك بينهما عندما شحن المؤتمن قلعة المنار بالقرب من لاردة بجنوده ليهاجم أراضي أخيه، فحاصر المنذر وحليفه كونت برشلونة القلعة، فسار المؤتمن وحليفه السيد لنجدة جنوده، ودارت معركة قلعة المنار التي هزم فيها المنذر وأسر حليفه برانجيه ريموند عام 1082 م.
وفي عام 478 هـ، توفي أخوه المؤتمن، وخلفه ابنه أحمد المستعين، واستمر حالة العداء بين المنذر وابن أخيه المستعين. وفي عام 481 هـ، حاصر المنذر بلنسية طمعًا في انتزاعها من يد حاكمها القادر بن ذي النون، إلا أنه لما علم بمقدم ابن أخيه المستعين وحليفه السيد الكمبيادور نحو المدينة، أدرك أنه لن يبلغ غايته، وفك الحصار، وعاد إلى أراضيه. ثم سار المنذر مع حليفه سانشو راميرز ملك أراغون، وسارا لقتال السيد، والتقياه بالقرب من موريلا، فانهزم المنذر وحليفه.
توفي المنذر بن هود عام 483 هـ، وخلفه ولده الطفل سليمان سعد الدولة الذي لم يدم حكمه طويلاً حيث استولى المرابطون بقيادة محمد بن عائشة على أراضيه عام 485 هـ.